# 월터 베커
월터 베커(영어: Walter Becker, 1950년 2월 20일 ~ 2017년 9월 3일)는 미국의 음악가, 작곡가, 음반 프로듀서였다. 그는 재즈 록 밴드 스틸리 댄의 공동 설립자, 기타리스트, 베이시스트, 공동 작곡가였다.
베커는 바드 대학교 학생 시절에 미래의 작곡 파트너인 도널드 페이건을 만났다. 뉴욕에서 잠시 활동한 후, 둘은 1971년 로스앤젤레스로 이주하여 비평적으로 상업적으로 성공적인 10년 경력을 보낸 스틸리 댄의 핵심을 이루었다. 그룹이 해체된 후, 베커는 하와이로 이주하여 음악 활동을 줄였고, 주로 음반 제작자로 일했다. 1985년, 그는 잠시 영국 밴드 차이나 크라이시스의 멤버가 되어 그들의 음반 《Flaunt the Imperfection》에서 신시사이저를 프로듀싱하고 연주했다.
베커와 페이건은 1993년 스틸리 댄을 개혁했고 4개의 그래미 어워드를 수상한 《Two Against Nature》 (2000년)를 녹음하면서 활동적으로 남아있었다. 베커는 두 장의 솔로 음반, 《11 Tracks of Whack》 (1994년)과 《Circus Money》 (2008년)를 발매했다. 2017년 9월 3일 그는 식도암과의 짧은 투병 끝에 사망했다.

## 스틸리 댄
1971년, 베커와 페이건은 로스앤젤레스로 이사를 갔고, 게리 캐츠에 의해 ABC 레코드의 스태프 작곡가로 고용되었고, 후에 기타리스트 데니 디아스와 제프 백스터, 드러머 짐 호더, 보컬리스트 데이비드 파머와 스틸리 댄을 결성했다. 베커가 베이스 기타를 연주하는 동안 페이건은 키보드를 연주하고 노래를 불렀다. 스틸리 댄은 1974년 투어를 그만두기 전까지 3년 동안 투어와 녹음을 하며 모든 음반마다 바뀌는 직원들과 함께 스튜디오에 틀어박혔다. 밴드의 모든 소재를 공동 작곡한 것 외에도, 베커는 기타와 베이스 기타를 연주하고 배경 보컬을 불렀다.
《Pretzel Logic》(1974년)은 베커가 기타를 연주한 스틸리 댄의 첫 번째 음반이다. 세션 음악가 척 레이니를 만난 후, 그는 "저는 더 이상 제 베이스 기타를 스튜디오에 가져올 필요가 없다고 느꼈습니다"라고 설명했다.
1977년 《Aja》의 성공에도 불구하고 베커는 마약 중독을 포함한 좌절을 겪었다. 1978년 2인조가 뉴욕으로 돌아온 후, ABC 던힐 레코드의 직원이자 밴드의 개인 매니저였던 베커의 여자친구 카렌 로버타 스탠리가 1980년 1월 30일 그의 아파트에서 약물 과다복용으로 사망했고, 그에 대한 부당한 사망 소송이 발생했다. 곧이어 길을 건너던 중 맨해튼에서 택시에 치여 회복 중 목발을 짚고 걸을 수밖에 없었다. 그의 피로는 상업적 압력과 음반 《Gaucho》 (1980년)의 복잡한 녹음으로 인해 더욱 악화되었다. 베커와 페이건은 1981년 6월에 파트너쉽을 중단했다.

## 사생활
1984년 베커는 요가 선생님인 엘리노어 로버타 메도우스와 결혼했고, 그 부부는 입양된 딸 사얀을 포함하여 두 명의 자녀를 두었다. 그들은 1997년에 이혼했다. 베커는 그의 아들을 위해 〈Little Kawai〉라는 곡을 썼고, 이 곡은 음반 《11 Tracks of Whack》의 마지막 곡이 되었다.
베커는 또한 델리아 시오피와 후안나 파투로스와 결혼했다.

## 투병 및 사망
2017년 봄, 베커는 연례 건강검진에서 "공격적인 형태의 식도암" 진단을 받았다. 격렬한 치료를 받았음에도 불구하고, 암은 급격히 악화되어 그는 이후 몇 달 동안 스틸리 댄의 모든 콘서트에 완전히 불참했다. 2017년 9월 3일 67세의 나이로 뉴욕 맨해튼의 자택에서 사망했다. 그가 사망할 당시, 원인이나 다른 세부 사항은 발표되지 않았지만, 11월에 베커의 미망인인 델리아 베커가 발표한 성명은 베커가 질병과의 투쟁을 상세히 기술했다.
베커가 사망한 날, 도널드 페이건은 언론에 발표한 성명에서 오랜 친구이자 음악적 파트너인 그를 "똑똑하고, 훌륭한 기타리스트이며, 훌륭한 작곡가"라고 회상하며, "스틸리 댄 밴드와 함께 우리가 함께 만든 음악을 가능한 한 오래도록 유지할 것"이라고 말하며 마무리했다.